# Крамберг
Крамберг (нем. Cramberg) — община в Германии, в земле Рейнланд-Пфальц. 
Входит в состав района Рейн-Лан. Подчиняется управлению Диц.  Население составляет 481 человек (на 31 декабря 2010 года). Занимает площадь 5,25 км².